# سيرجيو إسكوديرو
سيرجيو إسكوديرو (بالإسبانية: Sergio Daniel Escudero)‏ (12 أبريل 1983 في الأرجنتين - ) هو لاعب كرة قدم أرجنتيني في مركز الدفاع. لعب مع أرجنتينوس جونيورز وأوليمبو وإنديبندينتي ونادي أتليتيكو بيلغرانو ونادي كريسيوما ونادي كوريتيبا ونادي كورينثيانز ونادي أتلتيكو ألفارادو وRacing de Olavarría ‏.

## وصلات خارجية
- سيرجيو إسكوديرو على موقع قاعدة بيانات كرة القدم.إي يو (الإنجليزية)
- سيرجيو إسكوديرو على موقع Soccerway.com (الإنجليزية)